# 2-Methyl-2-pentanol
2-Methyl-2-pentanol ist eine chemische Verbindung aus der Gruppe der Alkanole.

## Vorkommen

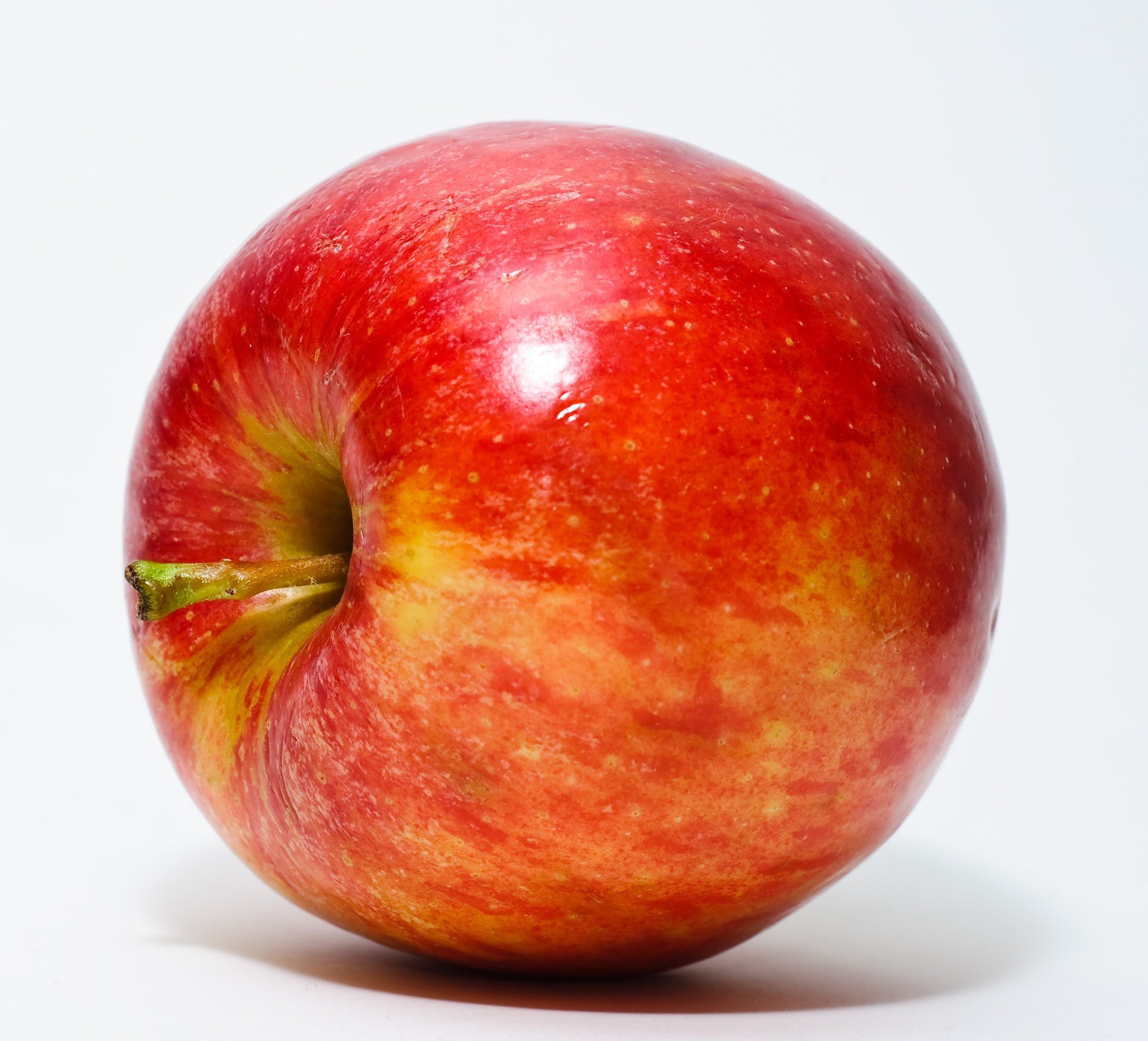
2-Methyl-2-pentanol findet sich in Äpfeln

Natürlich kommt 2-Methyl-2-pentanol in Äpfeln (Malus domestica) und Spanischem Pfeffer (Capsicum annuum) vor und wurde teilweise auch in gekochtem Reis nachgewiesen. Die Verbindung kommt als Metabolit im Urin von Ratten, die 2-Methylpentan ausgesetzt waren, vor.

## Gewinnung und Darstellung
2-Methyl-2-pentanol kann durch Reaktion von Butyrylchlorid mit Dimethylzink oder von Aceton mit Propylmagnesiumbromid gewonnen werden.

## Eigenschaften
2-Methyl-2-pentanol ist eine farblose Flüssigkeit mit alkoholartigem Geruch, die löslich in Wasser und Ethanol ist.

## Verwendung
2-Methyl-2-pentanol wurde verwendet, um den Wirkmechanismus von Alkohol genauer zu untersuchen. Dabei blockiert 2-Methyl-2-pentanol (wie auch andere Alkohole) im Tierversuch die Wirkung von Ethanol. Die Verbindung kann auch die Polymerisation von Isocyanaten und Epoxiden einleiten.